# デバンテ・パーカー
デバンテ・パーカー（DeVante Parker、1993年1月20日 - ）は、アメリカ合衆国ケンタッキー州ルイビル出身の元プロアメリカンフットボール選手。現役時代のポジションはワイドレシーバー（WR）。

## 大学以前の経歴
パーカーは、ラネカ・パーカーと元ルイビル大学でランニングバックをしていた、アンソニー・シェルマンとの間に生まれた。彼はケンタッキー州ルイビルのバラード高校に通い 、アメフト、陸上競技、バスケットボールの3つのスポーツスターで、2度の全州代表として選ばれる選手だった。また、彼はアメフトでは、ジュニアイヤーに合計73回のキャッチで1,438ヤードと12回のタッチダウンを記録した。彼はクーリエジャーナルによって全州代表の先発メンバーに選ばれた。彼は、6-A州チャンピオンのトリニティ高校との対戦で209ヤードのレシービングヤードと1回のタッチダウン、ランキング2位のセント・ザビエル高校との2試合で137ヤードのレシーブと2回のタッチダウン、184ヤードのレシーブと2回のタッチダウンを記録し、6-Aファイナリストのルイビル男子高校との対戦で321ヤードと2回のタッチダウンを記録し、3-A州チャンピオンのセントラル高校に対してわずか3クォーターで227ヤードのレシーブと3回のタッチダウンを記録した。彼は、ボイル郡のラマー・ドーソンと共に州のトッププレーヤーとしてポール・ホーナング賞の受賞者に選ばれた。彼はシニアイヤーに68回のレシーブで1,793ヤード（1キャッチ平均26.4ヤード）と19タッチダウンを記録し、州史上4番目にランクしていた。彼は3,274ヤードで州の史上最高のワイドレシーバーの1人として高校キャリアを終えた。 
陸上競技では、パーカーはブルーインズでスプリンターとして4年間すべてにおいて学校のイニシャルを背負う優秀な選手であった。彼は2011年の男子オールカマーズミート選手権において100メートル競走で3位でフィニッシュし、11.18秒の個人ベストタイムを記録した。  2011年のクラス3A地域の4チャンピオンシップにおいて、彼は200メートル競走で22.57秒のキャリアベストタイムを記録し、3位となった。また、地域戦でライバルのルイビルイースタン高校に敗れるまで、4×100のリレーが州でトップにランクインするのに貢献した。 

### 採用
パーカーは、 Scout.comでは全米で26番目に優れたワイドレシーバーとして評価され、 Rivals.comでは全米で77番目に優れたワイドレシーバーとしてランク付けされ、ケンタッキー州のポストシーズントップ10で5番目に優れたプレーヤーとしてランク付けされた。パーカーは、ケンタッキー大学、インディアナ大学、およびセントラルフロリダ大学からの奨学金の申し出があったが、ルイビル大学を選んだ。 

## カレッジでの経歴

### フレッシュマンシーズン
2011年にフレッシュマンとして、パーカーは11試合に出場した。彼はチームで18レシーブで291ヤードを記録し、6タッチダウンでチームをリードした。彼はUSF戦で2タッチダウンをレシーブした。彼はまた、マレー州立大学とのシーズン開幕戦で39ヤードのタッチダウンレシーブをした。

### 2年生シーズン
2012年に2年生として、パーカーは13試合すべてで出場し、40レシーブで744レシーブヤード、10タッチダウンでチームをリードした。パーカーの10タッチダウンレセプションは、1998年以来のシーズンで最も多くのプレーヤーによるものであった。彼はシーズン終盤に6試合連続でタッチダウンレシーブをした。彼は2試合の100ヤード以上のレシービングゲームでシーズンを終えた。彼はピッツバーグ大学との試合の後半序盤に、75ヤードのタッチダウンパスをレシーブした。  

### ジュニアシーズン
2013年のジュニアイヤーに、パーカーは13試合中12試合に出場し、55レシーブで885ヤードを記録し、12タッチダウンを記録した。 パーカーの12タッチダウンは、AACのトップ、全米でも10位タイの記録であった。彼は100ヤード以上のレシービングゲームを3回記録した。マイアミ大学とのラッセルボウルで彼はキャリア最高の9回で142ヤードのレシーブ、1回のタッチダウンで勝利に貢献した。全米ランク23位のシンシナティ大学戦でも彼はキャリア最高の9回のキャッチで104ヤードのキャッチと2タッチダウンを記録した。彼はコネチカット大学との対戦で5回のキャッチで71ヤードを記録し、1タッチダウンを記録した。彼はフロリダ国際大学との対戦で6回のキャッチで74ヤードと2タッチダウンを記録した。また、東ケンタッキー大学との対戦で5回のキャッチでシーズン最高の134ヤードを記録し、2タッチダウンを記録した 。

### シニアシーズン
パーカーは、2014年のシニアシーズンの最初の7試合を怪我で欠場し、残りの6試合でプレーし、43レシーブで855ヤードと5タッチダウンを記録した。

### 大学のキャリア成績
| 2011     | 13 | 9  | 18  | 291   | 16.2 | 42 | 6  | 32.3  |
| 2012     | 13 | 12 | 40  | 744   | 18.6 | 75 | 10 | 62.0  |
| 2013     | 13 | 12 | 55  | 885   | 16.1 | 54 | 12 | 73.8  |
| 2014     | 6  | 6  | 43  | 855   | 19.9 | 71 | 5  | 142.5 |
| キャリア | 45 | 39 | 156 | 2,775 | 17.7 | 73 | 33 | 77.7  |

## プロでの経歴
| 6 ft 2+5⁄8 in (190 cm)      | 209 lb (95 kg) | 33+1⁄4 in (84 cm) | 9+1⁄4 in (23 cm) | 4.45 s | 1.51 s | 2.61 s | 36.5 in (93 cm) | 10 ft 5 in (3.18 m) | 17 回 | 15 |
| All values from NFL Combine |                |                   |                  |        |        |        |                 |                     |       |    |

### マイアミ・ドルフィンズ時代
パーカーは、 2015年のNFLドラフトで1巡目の14番目にマイアミ・ドルフィンズに指名された 。

#### 2015年シーズン
ルーキーイヤーの2015年シーズンに、パーカーは15試合に出場し、4試合に先発出場した。 12週目のニューヨーク・ジェッツとの対戦で、クォーターバックのライアン・タネヒルからの33ヤードのタッチダウンパスが彼にとってのNFLキャリア初のレシーブだった。レギュラーシーズンの終盤の、ニューイングランド・ペイトリオッツ戦では、5回のキャッチで106レシービングヤード、1タッチダウンレシーブをした。パーカーは、2015年シーズンを通して、26回のキャッチで194ヤード、3タッチダウンを記録した。

#### 2016年シーズン
2016年シーズン、パーカーは、第2週のニューイングランド・ペイトリオッツ戦に出場し、8回のキャッチで106ヤードを記録し、力強い2年目のスタートを切った。2016年シーズンを通して、56回のキャッチで744レシービングヤードと4レシービングタッチダウンを記録し、シーズンを終えた。パーカーはワイルドカードのピッツバーグ・スティーラーズ戦でプレーオフデビューを果たした。チームは30-12で敗北したが、パーカーは4回のキャッチで55レシービングヤードを記録した。

#### 2017年シーズン
2017年シーズンでは、パーカーは13試合に出場し、1試合を除くすべての試合に先発出場した。シーズンを通して、パーカーは57回のキャッチで670ヤードと1レシービングタッチダウンを記録した。

#### 2018年シーズン
2018年4月24日にドルフィンズはパーカーに5年目の契約オプションを施行した。彼は第8週のヒューストン・テキサンズに敗れた試合で、キャリア最高の6レシーブで134ヤードを記録した。出場した11試合で、パーカーは合計24レシーブで309ヤードと1レシーブタッチダウンを記録した。

#### 2019年シーズン
2019年3月12日、パーカーはドルフィンズとの2年間の契約にサインした。第4週のロサンゼルス・チャージャーズとの試合で、パーカーは4レシーブで70ヤードで1レシービングタッチダウンを記録したが、チームは30-10で敗北した。第11週のバッファロー・ビルズ戦で、パーカーは7レシーブで135ヤードを記録したが、この試合もチームは37-20で敗北している。13週目のフィラデルフィア・イーグルスとの対戦では、7回のレシーブで159ヤード、2レシービングタッチダウンを記録し、チームの37-31の勝利に貢献した。2019年12月13日、パーカーはドルフィンズと4年間4,000万ドルの契約延長にサインした。16週のシンシナティ・ベンガルズとの対戦で、パーカーは5回のレシーブで111ヤードを記録し、その試合の延長戦でパーカーはタッチダウンパスをレシーブし、チームを勝利へと導いた。第17週のニューイングランド・ペイトリオッツ戦では、パーカーは8回のキャッチで137ヤードを記録し、チームの27-24の勝利に貢献した。2019nen 
シーズン全体で、パーカーはNFLキャリア最高の成績を残し、72回のキャッチで1,202ヤード、9回のタッチダウンを記録した。

#### 2020年シーズン
2020年、第4週のシアトル・シーホークス戦で、パーカーは、で10回のキャッチで110ヤードを記録したが、チームは31-23の敗北している。第8週のロサンゼルス・ラムズとの試合で、当時ルーキークォーターバックだったトゥア・タゴヴァイロアが投げたキャリア初のタッチダウンパスをキャッチし、チームは28-17で勝利した。12週目のニューヨーク・ジェッツとの試合で、8回のキャッチで119ヤードをレシーブし、チームの20–3の勝利に貢献した。

#### 2021年シーズン
2021年11月5日、パーカーはハムストリングの負傷でインジュアリー/リザーブリストに入れられたが、12月4日に復帰した。

### ニューイングランド・ペイトリオッツ時代
2022年4月5日、パーカーは2023年のドラフト3巡のピックと引き換えに、ドルフィンズの2022年のドラフト5巡指名とともにニューイングランド・ペイトリオッツにトレードされた。
2022年シーズンは13試合に出場し、31回レシーブで539ヤードを記録した。
2023年シーズンは13試合に出場し、33回レシーブで394ヤードを記録した。オフにFAとなった。
2024年3月14日にフィラデルフィア・イーグルスと契約を結んだが、5月20日に現役引退を表明した。

## NFLでのキャリア成績
| 年       | チーム   | 試合 | 試合 | レシーブ   | レシーブ | レシーブ | レシーブ | レシーブ | レシーブ | ファンブル | ファンブル |
| 年       | チーム   | GP   | GS   | ターゲット | Rec      | Yds      | 平均     | Lng      | TD       | ファンブル | 失った     |
| -------- | -------- | ---- | ---- | ---------- | -------- | -------- | -------- | -------- | -------- | ---------- | ---------- |
| 2015     | MIA      | 14   | 4    | 50         | 26       | 494      | 19.0     | 49       | 3        | 0          | 0          |
| 2016     | MIA      | 15   | 8    | 87         | 56       | 744      | 13.8     | 56       | 4        | 0          | 0          |
| 2017     | MIA      | 13   | 12   | 96         | 57       | 670      | 11.3     | 36       | 1        | 1          | 0          |
| 2018     | MIA      | 11   | 7    | 47         | 24       | 309      | 12.9     | 46       | 1        | 0          | 0          |
| 2019     | MIA      | 16   | 14   | 128        | 72       | 1,202    | 16.7     | 51       | 9        | 0          | 0          |
| 2020     | MIA      | 14   | 11   | 103        | 63       | 793      | 12.6     | 31       | 4        | 1          | 0          |
| 2021     | MIA      | 10   | 8    | 73         | 40       | 515      | 12.9     | 42       | 2        | 0          | 0          |
| 2022     | NE       | 13   | 11   | 47         | 31       | 539      | 17.4     | 43       | 3        | 0          | 0          |
| 2023     | NE       | 13   | 13   | 55         | 33       | 394      | 11.9     | 30       | 0        | 0          | 0          |
| キャリア | キャリア | 119  | 88   | 686        | 402      | 5,660    | 14.1     | 56       | 27       | 2          | 0          |